# Friedrich Jürgenson
Friedrich Jürgenson (Odessa, 8 febbraio 1903 – Stoccolma, 15 ottobre 1987) è stato un regista cinematografico di genere documentaristico svedese, noto in particolare per essere stato il pioniere della psicofonia insieme con Konstantin Raudive.
Si stabilisce a Stoccolma nel 1943. Fece studi di canto a Milano e fu cantante lirico oltre che pittore. Come archeologo diresse scavi a Pompei e nel sottosuolo della Basilica di San Pietro.
È noto in particolare per essere stato il pioniere della psicofonia chiamata anche dal noto studioso di questo genere di cose François Brune "Transcomunicazione strumentale" ovvero della registrazione delle voci provenienti dall'aldilà con i moderni strumenti che la tecnologia oggi ci fornisce. Nel caso di Jürgenson tali esperimenti si svolsero con l'aiuto dei soli registratori e radio.
La scoperta di tale possibilità è stata fatta per caso da Jürgenson il 12 giugno 1959 a Stoccolma (Svezia). Da allora raccolse voci di defunti conosciuti da lui stesso ma molte altre voci provenivano da persone defunte che però gli erano totalmente sconosciute.
Poi a partire dal 1964 questa volta un fisico e ingegnere, Konstantin Raudive ha dato un ulteriore apporto a queste ricerche pionieristiche del Jürgenson.
In seguito Jürgenson si avvalse come collaboratori in successivi esperimenti del professor Hans Bender, direttore dell'Istituto di Parapsicologia dell'Università di Friburgo in Brisgovia, dell'Istituto Max Planck di Monaco, del Deutsches Institut fur Feldphysik di Northeim e del professor Rolle, presidente dell'Associazione parapsicologica americana.

## L'incontro con Konstantin Raudive
Qualche tempo dopo avvenne l'incontro con Konstantin Raudive che non fu convinto dalle tesi di Jürgenson e  terminato l'incontro per sincerarsi che il suo scetticismo non fosse pregiudiziale volle fare tali esperimenti in prima persona e come si sa tali esperimenti lo conquistarono alla causa.

## Interpretazione degli esperimenti
Benché gli esperimenti condotti  da Jürgenson e Raudive siano simili, diverse invece sono le interpretazioni che essi danno del fenomeno.
Mentre Jürgenson è giunto alla conclusione che si tratti di voci di trapassati che tentano di comunicare con la Terra che hanno lasciato, Raudive invece non condivide questa conclusione e propende invece su una interpretazione che si basa sulla nota ipotesi della scienza fisica denominata teoria degli universi paralleli per cui queste voci sarebbero le voci dei doppi di coloro che muoiono. Quest'ultima tesi presenta somiglianze con le conclusioni a cui è giunto un altro "esploratore" dell'aldilà: Robert A. Monroe.
In seguito alla sua scoperta della possibilità di comunicare con l'aldilà, Jürgenson si dedicò con conferenze, articoli e un libro ("Dialoghi con l'aldilà", 1967) a divulgare le sue esperienze in merito.